# Основополагающие мифы израильской политики
«Основополагающие мифы израильской политики» (фр.  Les Mythes fondateurs de la politique israelienne) — книга французского писателя, философа и политического деятеля Роже Гароди, опубликованная в 1995 году, в которой он под видом критики политики Израиля пропагандировал отрицание Холокоста.

## Содержание
Книга состоит из введения, трёх частей и заключения:
- Введение.
- Теологические мифы.
  - Миф об «обете»: обетованная земля или завоёванная земля?
  - Миф о «богоизбранном народе».
  - Миф об Иисусе Навине: этническая чистка.
- Мифы двадцатого века.
  - Миф о сионистском антифашизме.
  - Миф о Нюрнбергском Правосудии.
  - Миф о «холокосте».
  - Миф о «Земле без народа, для народа без земли».
- Политическое использование мифа.
  - Лобби в США.
  - Лобби во Франции.
  - Миф об «израильском чуде»: финансирование Израиля извне.
- Заключение.

Роже Гароди утверждал, что это «не историческое произведение, это политическая книга… Моей целью было показать, что израильская политика — как инструмент американской политики — приводит к войне».
В книге Роже Гароди ставит под сомнение факт Холокоста — тотального уничтожения евреев в годы Второй мировой войны. «Я уважаю иудаизм… но нацистский Холокост — это миф, ставший догмой, которая оправдывает политику Израиля и США на Ближнем Востоке и во всём мире…», — пишет Гароди. По мнению Гароди, «история без преувеличения сама может выполнить роль обвинения лучше, чем миф. Прежде всего, она не сводит масштабы действительных преступлений против человечности, которые стоили жизни 50 миллионам людей, к погрому лишь одной категории невинных жертв, в то время как миллионы умерли с оружием в руках, сражаясь против этого варварства».

## Публикации
Во Франции первое издание книги было распространено в конце 1995 года для абонентов издательства La Vieille Taupe. В январе 1996 года началась общественная дискуссия по поводу книги и заявление в полицию в связи с нарушением закона о запрете отрицания нацистских преступлений Второе незначительно переработанное издание было выпущено Гароди весной 1996 года за свой счет с указанием «Samizdat» в выходных данных.
Книга Гароди в арабском переводе была представлена на Международной книжной ярмарке в Каире в феврале 1998 года и распродана суммарным тиражом в несколько миллионов экземпляров.

## Реакция
Критики книги утверждают, что книга Гароди относится не к критике Израиля, а обвиняет всех евреев и отрицает преступления, совершённые нацистами против них. Таким образом, она является не антисионистской, а антисемитской.
Французский историк Пьер Видаль-Наке сказал, что Гароди никогда не отличался научной чистоплотностью и раньше занимался плагиатом. В этой книге он путает Рузвельта с Эйзенхауэром, пишет про английское издание дневников Герцля и тут же ссылается на немецкое, смешивает процесс Эйхмана в 1961 году с процессом Кастнера в 1953-м, путает число погибших в Освенциме и число погибших в ходе Холокоста. По мнению Видаля-Наке, эта книга содержит абсолютно неверные толкования истории.
В арабском мире была положительная реакция на книгу Гароди. Однако известный антисионист Эдвард Саид написал, что он, поддерживая право Гароди на свободу слова, тем не менее считает его цели ничтожными и безответственными и что Гароди фактически присоединился «к лагерю г-на Жан-Мари Ле Пена и всем французским реакционным элементам — фашистам и крайне правым».

## Уголовное преследование
Согласно закону Гейссо отрицание преступлений нацистов, установленных Нюрнбергским трибуналом, является во Франции уголовно наказуемым. В связи с этим против Гароди было возбуждено уголовное дело. Прокурор в суде назвал книгу новой формой антисемитизма и расизма. 27 февраля 1998 года суд вынес обвинительный приговор. Гароди был признан виновным в «отрицании преступлений нацистов» и «расовой диффамации».
Гароди был оштрафован на 120 тысяч франков. Вместе с Гароди в «соучастии в оспаривании преступлений против человечности» был признан виновным издатель книги Пьер Гийом. Решение суда вызвало дебаты о свободе слова во Франции. В ходе судебного разбирательства Гароди получил поддержку из ряда арабских и мусульманских стран, супруга президента Объединённых Арабских Эмиратов шейха Зайда ибн Султан ан-Нахайяна подарила Гароди 50 тысяч долларов (около 300 тысяч франков).
Гароди оспорил приговор французского суда в Европейском суде по правам человека с обоснованиям, что он действовал в рамках основных прав и свобод, в частности свободы слова. При рассмотрении дела «Гароди против Франции» в 2003 году суд отметил, что, отрицая Холокост, Гароди действовал в целях, которые направлены на уничтожение прав и свобод, гарантированных Европейской конвенцией о защите прав человека (ЕКПЧ). Суд решил, что «основное содержание и главный смысл книги, написанной заявителем, противоречат основным ценностям Конвенции, выраженным в её Преамбуле, а именно — справедливости и миру». На этой основе претензии Гароди со ссылкой на статью 10 этой Конвенции, гарантирующую свободу слова, были отвергнуты. Основой для таких выводов послужила ст. 17 ЕКПЧ, которая предназначена, чтобы «помешать тоталитарным группам эксплуатировать в своих интересах принципы, сформулированные в Конвенции».